# Cylindraustralia granulata
Cylindraustralia granulata is een rechtvleugelig insect uit de familie Cylindrachetidae. De wetenschappelijke naam van deze soort is voor het eerst geldig gepubliceerd in 1992 door Günther.